# Hampsonodes promentoria
Hampsonodes promentoria là một loài bướm đêm trong họ Noctuidae.